# Tate & Lyle
Tate & Lyle est une entreprise britannique d’agroalimentaire faisant partie de l’indice FTSE 250.

## Historique
La société est formée en 1921 par la fusion de deux raffineries sucrières concurrentes, Henry Tate & Sons et Abram Lyle & Sons. Henry Tate avait fondé sa société en 1869 à Liverpool, avant de l’étendre à Silvertown, un quartier de l’est de Londres ; la fortune qu’il amasse lui permet notamment de fonder en 1897 la Tate Gallery. Abram Lyle (en), tonnelier et armateur, avait obtenu des parts d’une raffinerie de sucre en 1865 à Greenock en Écosse, qui se développe dans le quartier londonien de Plaistow, voisin de Silvertown.
L’usine historique d’Henry Tate à Liverpool a fermé en 1981 ; celle d’Abram Lyle à Greenock, durant les années 1990.
En 2001, American Sugar acquiert l'activité américaine de Tate & Lyle comprenant la marque Domino Sugar, ainsi que 3 raffineries de sucres. En 2007, American Sugar acquiert l'activité canadienne de Tate & Lyle, Redpath, pour 132 millions de livres, soit 301,9 millions de dollars,.
En juillet 2010, la compagnie annonce la vente de sa branche raffinerie à American Sugar, pour 211 millions de livres, soit 314 millions de dollars,, dont les deux usines de Plaistow et Silvertown, et les droits d’utilisation des marques Tate & Lyle et Lyle’s Golden Syrup.
En juillet 2021, Tate & Lyle annonce la vente d'une participation de 50 % dans ses activités d'édulcorants au fonds d'investissement KPS Capital Partners pour 1,7 milliard de dollars, en comprenant une reprise de dette.

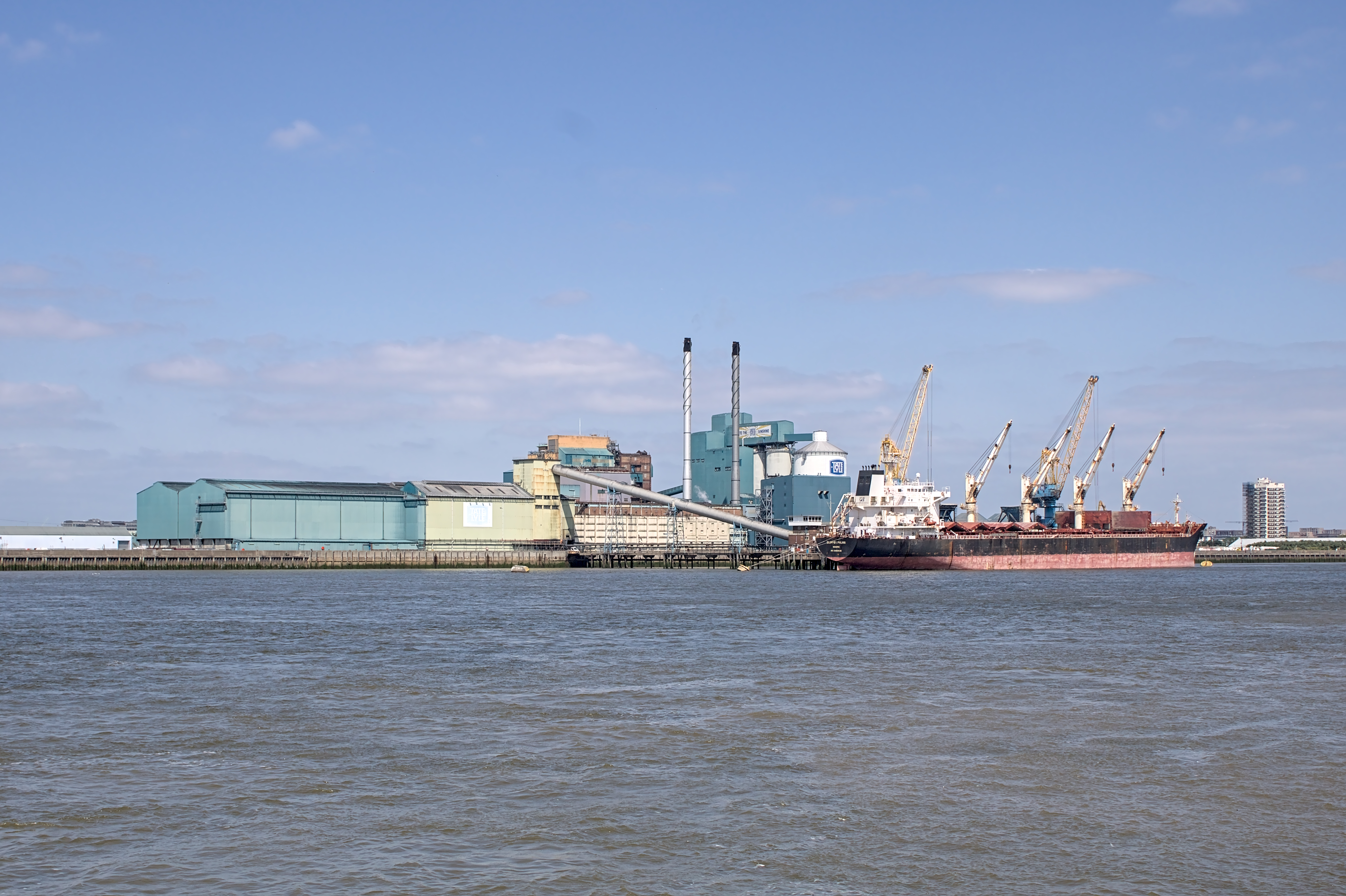
La raffinerie de Silvertown.

## Activité
L'entreprise produit un édulcorant intense, le sucralose, sous la marque Splenda, et des édulcorants de charges, le fructose et le sirop de maïs (dit sirop de glucose).

### Politique
La société est liée à la politique par David Davis, un ancien employé secrétaire du Brexit, et aussi par le Brexit dont elle est l'un des principaux meneurs en raison des droits de douane relatifs à la betterave sucrière et à la canne à sucre .

## Sources
1. ↑  Pressearchiv 20. Jahrhundert (organisation), [lire en ligne], consulté le 27 juillet 2021.
2. 1 2  (en) Historique de Tate & Lyle, Sur le site de la marque.
3. 1 2 3  Avec Tate & Lyle, American Sugar Refining (ASR) confirme son leadership dans le sucre raffiné, Agra Alimentation, 7 octobre 2010
4. ↑  Tate & Lyle to sell Redpath division to American Sugar, The Globe and Mail, 15 février 2007
5. ↑  (en) « Tate & Lyle sells sugar arm to American Sugar Refining », BBC News, 1er juillet 2010.
6. ↑  Domino Sugar parent completes acquisition, Hanah Cho, The Baltimore Sun, 30 septembre 2010
7. ↑  (en) Yadarisa Shabong, « Tate & Lyle inks $1.7-bln PE deal for commercial sweeteners stake », sur Reuters, 12 juillet 2021
8. ↑  (en-GB) Dan Roberts, « Sweet Brexit: what sugar tells us about Britain’s future outside the EU », The Guardian,‎ 27 mars 2017 (ISSN 0261-3077, lire en ligne, consulté le 27 mars 2017)